# オリバー・キャンベル
オリバー・キャンベル（Oliver Campbell, 1871年2月25日 - 1953年7月11日）は、アメリカ・ニューヨーク市ブルックリン出身の男子テニス選手。黎明期の「全米シングルス選手権」（現在の全米オープンテニス男子シングルス部門）で1890年から1892年まで大会3連覇を達成した選手で、初優勝時の1890年に当時の大会最年少優勝記録「19歳6ヶ月9日」を樹立した。右利きの選手。フルネームは Oliver Samuel Campbell （オリバー・サミュエル・キャンベル）。

## 経歴
現在は全米オープンとして知られるテニス競技大会は、1881年から男子シングルスと男子ダブルスが始まった。最初期の時代は各部門が個別の名称を持ち、男子シングルスは「全米シングルス選手権」（U.S. National Singles Championship）、男子ダブルスは「全米男子ダブルス選手権」（U.S. National Men's Doubles Championship）という名前であった。オリバー・キャンベルは1886年に15歳5ヶ月で「全米シングルス選手権」に初参加したが、最初の時は1回戦でヘンリー・スローカム（1862年 - 1949年）に敗れている。この敗北をきっかけに、キャンベルは自分のテニス・スタイルを大幅に変え、サービス・アンド・ボレーを大幅に増やした。後年の回想で、彼は「引退する日まで、毎日ネット・ダッシュの練習をした」と語ったほどである。1888年に「全米男子ダブルス選手権」で、バレンティン・ホールとのペアで初優勝したが、1889年にダブルス2連覇を逃す。1890年の「全米シングルス選手権」で、キャンベルは4年前の1回戦で敗れたヘンリー・スローカムに 6-2, 4-6, 6-3, 6-1 で勝ち、「19歳6ヶ月9日」で初優勝を飾った。この記録は、100年間にわたり男子シングルスの最年少優勝記録であった。1891年と1892年には、キャンベルは男子シングルス・男子ダブルスの単複2冠を獲得している。1892年に男子シングルス3連覇を達成した後、キャンベルは21歳の若さで競技テニスから引退した。
キャンベルは1892年、1度ウィンブルドン選手権に遠征したこともある。シングルスは2回戦でアーサー・ゴアに敗れたが、ダブルスでジョージ・ヒルヤード（ブランチ・ビングリーの夫）と組んで準決勝に進出した。キャンベルとヒルヤードは、準決勝でハリー・バーロウ＆アーネスト・ルイス組に 3-6, 4-6, 2-6 で敗れた。
オリバー・キャンベルは1953年7月11日、カナダ・カンペルトンにて82歳で死去した。その翌年、1954年にジェームズ・バン・アレン（James Van Alen, 1902年 - 1991年）がアメリカ・ロードアイランド州ニューポート（最初の全米シングルス選手権開催地）に「国際テニス殿堂」を設立した。第1回の国際テニス殿堂入り式典は1955年に行われ、キャンベルは第1回全米選手権優勝者リチャード・シアーズ（1861年 - 1943年）、ヘンリー・スローカムなどと一緒に最初の殿堂入りを果たした。それから35年後、1990年の全米オープン男子シングルスでピート・サンプラスが「19歳28日」の最年少優勝記録を樹立し、キャンベルの記録を100年ぶりに更新した。

## 全米選手権の成績
- 男子シングルス：3勝（1890年-1892年）
  - 1890年の優勝は、100年間大会最年少優勝記録であった。
- 男子ダブルス：3勝（1888年・1891年・1892年）